# Javi Jiménez
Javier Jiménez Camarero (Logroño, La Rioja, 8 de junio de 1987), deportivamente conocido como Javi Jiménez, es un futbolista español que juega como guardameta.

## Trayectoria
Tras rendir a gran nivel en los filiales de Deportivo Alavés y Real Valladolid, éste joven y prometedor guardameta, quien debutó con el primer equipo blanquivioleta la temporada 2010/11, al que llegó desde el filial, siendo una de las revelaciones en este equipo.
Cuando terminó la temporada, el Valladolid quiso renovarle, pero su oferta no satisfizo al joven guardameta, ya que éste pedía una excesiva subida de sueldo. Chuti Molina anduvo atento y le propuso un compromiso por dos años que parece ser de su agrado, el jugador firmaría por el Real Murcia C.F. con un contrato de dos años.
En 2013, firmaría por el Levante Unión Deportiva, la temporada siguiente sería cedido a la Agrupación Deportiva Alcorcón. Tras abandonar el club valenciano, llegaría al Elche Club de Fútbol donde disputó cuarenta partidos con el conjunto ilicitano.
En 2016, el portero riojano se compromete con la Sociedad Deportiva Huesca por dos temporadas como cancerbero de calidad, pero debido a una rotura de ligamentos no llega ni siquiera a debutar con el club oscense rescindiendo al final de la primera temporada su contrato.
En septiembre de 2017 se marcha al fútbol noruego para competir con el Tromsø IL de la Primera División.
El 8 de enero de 2018, firma por el UCAM Murcia Club de Fútbol de la Segunda División B de España.
Tras comenzar la temporada 2018-2019 sin equipo, el 11 de enero de 2019, firma por el Atlético Sanluqueño Club de Fútbol de la Segunda División B de España.
Tras comenzar la temporada 2019-20 sin equipo, el 27 de enero de 2020, firma por el Algeciras CF de la Segunda División B de España.
En julio de 2020, firma por el Salamanca UDS de la Segunda División B de España, en el que permanece hasta enero de 2021.
El 25 de febrero de 2022, firma por el FK Surkhon Termez de la Super Liga de Uzbekistán.

## Clubes
| Club                               | País       | Año       |
| ---------------------------------- | ---------- | --------- |
| Deportivo Alavés "B"               | España     | 2006-2008 |
| Real Valladolid C. F. "B"          | España     | 2008-2010 |
| Real Valladolid C. F.              | España     | 2010-2011 |
| Real Murcia Club de Fútbol         | España     | 2011-2013 |
| Levante U. D.                      | España     | 2013-2014 |
| A. D. Alcorcón                     | España     | 2014-2015 |
| Elche C. F.                        | España     | 2015-2016 |
| S. D. Huesca                       | España     | 2016-2017 |
| Tromsø IL                          | Noruega    | 2017      |
| UCAM Murcia Club de Fútbol         | España     | 2018      |
| Atlético Sanluqueño Club de Fútbol | España     | 2019      |
| Algeciras Club de Fútbol           | España     | 2020      |
| Salamanca CF UDS                   | España     | 2020-2021 |
| FK Surkhon Termez                  | Uzbekistán | 2022      |